# Ordine della Casa di Osman
L'Ordine della Casa di Osman (in ottomano: Hanedan-i-Ali-Osman Nishani) fu un'onorificenza cavalleresca dell'Impero ottomano.

## Storia

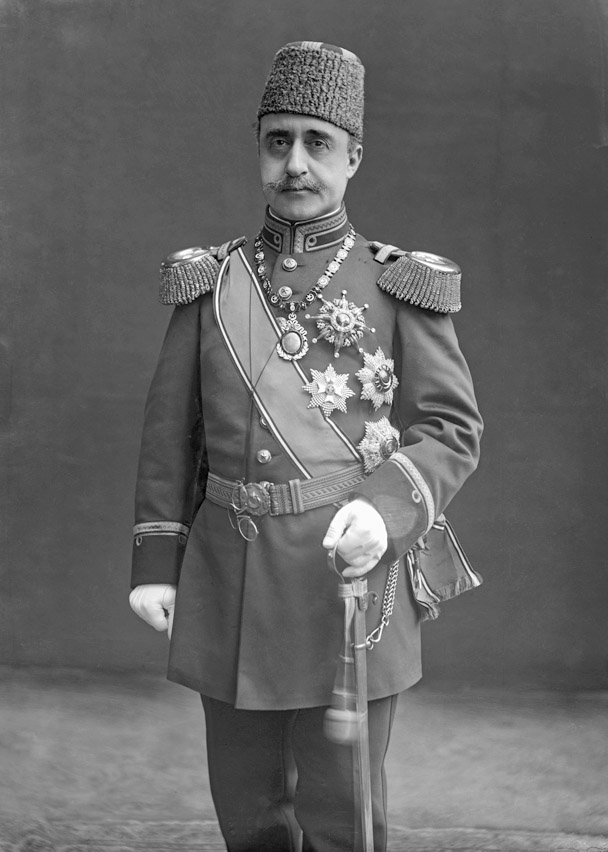
Il principe Yusuf Izzedidin con al collo la catena dell'Ordine della Casa di Osman

L'onorificenza venne fondata dal sultano ottomano Abdul Hamid II il 31 agosto 1893 con l'intento di creare un'onorificenza destinata unicamente a premiare il valore personale dei membri della famiglia imperiale turca e per questo egli personalmente elargì non più di sedici decorazioni durante tutto il suo regno. Col tempo, ad ogni modo, l'onorificenza iniziò ad essere conferita anche come premio personale destinato a monarchi di paesi stranieri che si fossero particolarmente distinti per benevolenza verso il sultano e l'Impero ottomano come ad esempio gli ultimi due imperatori persiani della dinastia Qajar, Ahmad e Mohammad Ali, il khedive egiziano Abbas Hilmi II (9 febbraio 1895), il kaiser Guglielmo II di Germania (30 novembre 1898), Edoardo VII del Regno Unito mentre era ancora principe ereditario (1862) e suo figlio Giorgio V del Regno Unito (14 marzo 1912).
L'ordine poteva essere concesso anche alle donne (Hoshiyar Hanim, 8 aprile 1863).
Nel 1923 l'ordine cessò di esistere con l'Impero Ottomano.

## Insegne
- La medaglia consisteva in un medaglione ovale d'oro recante la firma calligrafica (tughra) del sultano Abdulhamid II ed il testo "Confidando nell'assistenza di Dio Onnipotente" e sotto "Sovrano dell'Impero Ottomano" in caratteri arabi. Attorno al medaglione si trovava un anello smaltato di colore rosso scuro con gli anni 699 (fondazione del califfato ottomano) e 1311 (istituzione dell'ordine) accompagnati da foglie di alloro. L'onorificenza era indossata su un nastro o su una catena al collo, ma spesso le decorazioni venivano unite insieme facendo passare il nastro all'interno degli anelli della catena.
- Il nastro era rosso con una striscia bianca per parte.